# Центральное телевидение (телепередача)
«Центра́льное телеви́дение» — российская еженедельная информационно-развлекательная телепрограмма, позиционирующая себя как «первое информационное шоу». Выходит с 29 августа 2010 года на НТВ.
Ведущий проекта — Вадим Такменёв.
В программе обсуждаются главные и эксклюзивные темы недели. Студия программы оснащена телевизионным мультиплексом со множеством интерактивных экранов, конвейером для поставки в студию важных персон и предметов недели, а также с технологией, позволяющей комбинировать 2D и 3D непосредственно в прямом эфире.

## История
За всю историю программы она неоднократно меняла формат. Первая версия выходила с 29 августа 2010 года по 24 июня 2012 года и с 27 января по 30 июня 2013 года, вторая — с 7 октября по 23 декабря 2012 года, третья — с 31 августа 2013 года.

### Первая версия
Передача фактически заменила собой ранее выходившую по воскресеньям вечером в это же время программу Антона Хрекова «Главный герой» и впервые появилась в эфире 29 августа 2010 года, её ведущим был Вадим Такменёв. Всё первое визуальное оформление программы было стилизовано под настроечную таблицу. Название «Центральное телевидение» и дизайн логотипа передачи были придуманы её тогдашним редактором Романом Толокновым. Подбор сюжетов в передаче, согласно заявлениям ведущего программы и её промороликам, строился по принципу «Что интересно, то и показываем!». Так, передача включала в себя репортажи корреспондентов НТВ, небольшие беседы с гостями в студии передачи, телемосты, анимацию, музыкальные номера в конце передачи.
Редакция программы располагалась на так называемом «1/2-м» этаже телецентра «Останкино», в основном помещении Дирекции праймового вещания.
Программа «Центральное телевидение» была признана лучшей программой телесезона 2010/2011 годов по решению Клуба телепрессы. Телекритики часто отмечали, что это «первая после парфёновских „Намедни“ программа, которую боишься пропустить воскресным вечером». Стилистика программы действительно была приближена к программе Парфёнова — в ней рассказывалось обо всём главном и интересном в нашей стране и мире — словом, о том, о чём к тому времени другие передачи подобного формата предпочитали молчать. Благосклонно отнеслись к появлению передачи и некоторые представители российской оппозиции, в частности, Илья Яшин. По его мнению, «„Центральное телевидение“ — это локальный прорыв информационной блокады на федеральном телевидении, которая продолжает давать трещины».
В 2010—2012 годах программа часто обходила по рейтинговым показателям воскресные информационно-аналитические форматы других телеканалов: «Воскресное время» Петра Толстого и «Вести недели» Евгения Ревенко («Первый канал» и «Россия-1» соответственно). Кульминацией свободы слова в программе стали сатирический сюжет о прямой линии с Владимиром Путиным, а также репортажи о протестных акциях против фальсификации итогов выборов в Государственную думу.
Несмотря на это, некоторые сюжеты на злобу дня в первой версии передачи запрещались или подвергались цензуре. В мае 2011 года гендиректором НТВ Владимиром Кулистиковым с эфира программы был снят сюжет о сокамернике Михаила Ходорковского Александре Кучме. Однако, сюжет о Ходорковском, ставший первым на канале за последние несколько лет, был показан в этой программе в воскресный прайм-тайм 29 мая. Ещё один сюжет передачи — о похищениях и пытках в Чечне — уже в новом сезоне был «отправлен на доработку», хотя некоторые источники утверждали, что причиной невыхода репортажа стало личное распоряжение Кулистикова.
После парламентских и президентских выборов 2011—2012 годов из программы ушло сразу несколько человек, стоявших у её истоков: руководитель Дирекции праймового вещания Николай Картозия, его заместители Сергей Евдокимов и Георгий Андронников, главный режиссёр Станислав Сидоров, шеф-редактор Александр Уржанов, шеф-продюсер Светлана Селина, периодически появлявшиеся в передаче в качестве корреспондентов Павел Лобков и Катерина Гордеева и другие. Уржанов до увольнения высказывал сомнения в общем качестве продукции, производимой телекомпанией, а «Анатомию протеста» назвал «позором». По факту, это и стало толчком к переформированию программы.

### Вторая версия
7 октября 2012 года «Центральное телевидение» вышло в эфир НТВ в формате большого трёхчасового канала, смешивающего разные жанры. Акцент же в передаче был заметно смещён с политики на развлечения и частную жизнь звёзд. К Вадиму Такменёву присоединилась Анна Кастерова, ведущая телеканала «Россия-2». В программу вернулись Николай Картозия, Сергей Евдокимов, Георгий Андронников и Станислав Сидоров, но в качестве независимых сотрудников (Картозия и Евдокимов вновь стали руководителями передачи, Сидоров — её главным режиссёром, а Андронников — шеф-редактором). Уже в первом выпуске программы вышло развёрнутое интервью Такменёва с Владимиром Путиным, анонсированное как «суперэксклюзив НТВ» (5 мая 2018 года, за два дня до его инаугурации, сюжет был повторён). Такой же формат развёрнутого интервью внутри программы будет предпринят в выпуске от 26 мая 2013 года: уже с Дмитрием Медведевым.
С 25 ноября 2012 года программа стала выходить в трёх частях: «ЦТ. Главное», «ЦТ. Откровения», «ЦТ. Вечернее». Ранее такого разделения в программе не существовало. Вадим Такменёв вёл главную часть программы, а две последние части были отданы Кастеровой. Этот формат не показал большого зрительского интереса, и в начале 2013 года программа была снова возвращена в первоначальный формат. Ведущим снова стал один Вадим Такменёв. Одновременно Николай Картозия, Сергей Евдокимов и большое количество других сотрудников и корреспондентов окончательно покинули программу, производителем стало ООО «ППК» (Первая производственная компания), принадлежащее Александру Свенцицкому.
Весной-летом 2013 года несколько последних выпусков программы сезона 2012/2013 были отсняты не в телестудии, а на крыше одного из московских небоскрёбов. Затем программа ушла в летний отпуск.

### Третья версия
С 31 августа 2013 года программа снова стала выходить в новом формате. Третья версия сильно отличается от предыдущих. Время выхода программы было перенесено на субботний вечер, хронометраж был сокращён до 45 минут. Программа вновь обзавелась собственной студией. Этот формат передачи делается вместе с Дирекцией информационного вещания НТВ. Передача стала открываться блоком «Сегодня», который представляли ведущие вечерних выпусков этой передачи. Другим новшеством программы стал прямой эфир на все часовые пояса России. Неизменно продолжили выходить материалы собственных корреспондентов передачи. Также в этом формате несколько раз по ходу передачи Такменёв из студии «ЦТ» вёл перекличку со студией программы «Сегодня». Логотип программы и музыка в заставке приближены к первому варианту. В первых выпусках третьего формата программы в финале сохранялись живые музыкальные номера под логотипом «Центральное телевидение LIVE», поставленные прямо в студии, но затем от них отказались.
Третий вариант «Центрального телевидения» получил противоречивые отзывы среди зрителей и бывших сотрудников НТВ: в январе 2014 года Владимир Кара-Мурза отметил, что «программа „Центральное телевидение“ совершенно деградировала: начиналась хорошо, но полностью исчерпала себя». А 16 марта 2014 года бывший шеф-редактор передачи Александр Уржанов на своей страничке в Facebook выступил с резкой критикой выпуска от 15 марта 2014 года (в одном из информационных сюжетов передачи была искажена информация об оппозиционном «Марше мира») и попросил всех своих бывших коллег уволиться с работы. При этом именно третий вариант «ЦТ» был отмечен премией ТЭФИ в июне 2014 года как «Лучшая информационная программа», а Вадим Такменёв стал лауреатом премии как «Лучший ведущий информационной программы» именно благодаря этой передаче.
С 30 августа 2014 года хронометраж программы увеличился с 45 минут до 1 часа или дольше.
Летом 2015 года программа впервые не ушла в отпуск: с 4 июля по 15 августа она шла с хронометражем, сокращённым до 40 минут, и имела название «Летнее Центральное телевидение». Поскольку данный вариант передачи шёл в записи на все часовые пояса, переклички со студией программы «Сегодня» не было.
С января 2016 года, после замены генерального директора НТВ Владимира Кулистикова на Алексея Земского, программу вместо ООО «ППК» стала производить «Студия ЦТ», компания, принадлежащая ведущему Вадиму Такменёву и директору программы Сергею Чирве. В 2022 году последний покинул программу в знак протеста против войны на Украине, вследствие чего единственным владельцем «Студии ЦТ» стал Такменёв.
С 24 января 2016 года по воскресеньям перед 8-часовым выпуском программы «Сегодня» демонстрируется повтор программы в сокращённом варианте. На экране несколько раз появляется текстовое уведомление о дате повтора чуть правее логотипа НТВ.
28 июня 2016 года передача во второй раз получила премию ТЭФИ как «Лучшая информационная программа», а Вадим Такменёв — как «Лучший ведущий информационной программы».
В октябре 2017 года въезд на Украину был запрещён на три года незадолго задержанному до этого корреспонденту программы Вячеславу Немышеву. В момент задержания, по данным НТВ, «корреспондент записывал на улице стендап, во время которого разрезал столовым ножом знаменитый Киевский торт». Причиной стал «вред национальным интересам Украины», выраженный в наличии у Немышева аккредитации для работы в самопровозглашенной Донецкой народной республике, по которой он работал в этом регионе с весны 2016 по осень 2017 года и выпускал сюжеты вроде «Малолетние бомбисты: как украинские спецслужбы вербуют детей в Донбассе».
С 18 ноября 2017 года программа изредка завершалась демонстрацией титров с указанием корреспондентов и съёмочной группы, что ранее происходило на постоянной основе, а с 25 августа 2018 года титры уже не показывались.
31 марта 2018 года выпуск провела ведущая программы «Итоги дня» Анна Янкина, поскольку Вадим Такменёв находился в своём родном городе Кемерово, на месте трагедии в ТРЦ «Зимняя вишня».
С 25 августа 2018 по 18 февраля 2023 года, после закрытия «Итогов дня», она вела блок новостей, который утратил привязанность к программе «Сегодня». С того же дня программа выходит с новыми оформлением и студией, а её хронометраж был удвоен. Кроме того, были также возобновлены на постоянной основе живые музыкальные номера в студии.
С 14 марта 2020 года, в связи с пандемией коронавируса по России и миру, программа проходит без зрителей в студии, тем самым став первой российской телепередачей, на которую были распространены эти меры.
С 25 февраля 2023 по 6 июля 2024 года соведущей Вадима Такменёва была ранее работавшая на НТВ Юлия Бехтерева, сменившая в эфире Анну Янкину, которая решила заняться бизнесом в сфере импортозамещения.

## Экстренное вещание
- 17 марта 2024 года с 18:00 до 0:45 вышел специальный выпуск программы — «Выборы-2024».